# Авіареєстр МАК
 Авіаційний регістр Міждержавного авіаційного комітету ( АР МАК ) - недержавна структура, утворена в 1991 році після розпаду СРСР та Міністерства цивільної авіації. За статусом АР МАК є непідзвітним жодному з урядів країн СНД. Міждержавний Авіаційний Комітет також засновувався урядами країн СНД, однак має незалежний статус. 
Погоджує проведення змін у конструкції повітряних суден, відповідність цих затребуваних змін авіаційним нормам, правилам і вимогам експлуатаційно-технічної документації, що існують на момент передачі літака в експлуатацію. Стежить за безпекою та надійністю з точки зору авіаційних правил, затверджує план робіт і після їх виконання вводить в дію доробовий бюлетень з розсилкою повідомлень по виробникам і експлуатантам. 